# The Chordettes
The Chordettes — американский женский квартет, исполнявший а капелла и специализировавшийся на традиционной популярной музыке. Работали в период с 1946 по 1961 годы; первый крупный хит — песня «Mr. Sandman», исполненная в 1954 году, второй успех пришёл с песней «Lollipop» в 1958 году.
Группа имела фан-клуб со значительным числом участников, возглавляемый Джоди Дестефано (Jody Destefano).

## Карьера
Группа была создана в Шебойгане, штат Висконсин, в 1946 году. Первоначально в состав группы входили Джанет Эртел (21 сентября 1913 — 4 ноября 1988), Кэрол Башмэнн (13 мая 1927 — 30 сентября 2023), Дороти Шварц (18 февраля 1927 — 4 апреля 2016) и Джинни Осборн (25 апреля 1927 — 19 мая 2003). В 1952 году Линн Эванс (2 мая 1924 — 6 февраля 2020) заменила Дороти Шварц, а в 1953 году Марджи Нидхэм (род. 15 июля 1929) заменила Джинни Осборн, которая, впрочем, вернулась в состав группы позже. Нэнси Овертон (6 февраля 1926 — 5 апреля 2009) также присутствовала в группе, но никогда не принимала участие в звукозаписи. В марте 1962 она покинула группу, и её место заняла Джойс Уэстон. Изначально они играли фолк-музыку как The Weavers, но затем сменили стиль. Возможно, часть изменений была проведена под влиянием отца Осборн. В 1961 году Джинни Осборн снова покинула группу. Не найдя достойной замены, группа распалась в 1963 году.
Группа была включена в Зал славы вокальных групп в 2001 году.

## Участники
Элис Мэй Башмэнн Шпилвогель, скончалась 4 января 1981 года, похоронена на Национальном кладбище Литл-Рок.
Джанет Эртель Блайер, скончалась 22 ноября 1988 года в возрасте 75 лет.
Джинни Осборн (позднее известная как Джинни Джаннис), скончалась 19 мая 2003 года.
Нэнси Овертон, скончалась 5 апреля 2009 года после длительной борьбы с раком пищевода.
Дороти "Дотти" Шварц, умерла 4 апреля 2016 года.
Линн Эванс Мэнд, скончалась 6 февраля 2020 года в возрасте 95 лет.
Кэрол Башмэнн, умерла 30 сентября 2023 года.

## Дискография

### Синглы
| Год  | Сингл                         | Позиции в чартах | Позиции в чартах | Позиции в чартах | Позиции в чартах |
| Год  | Сингл                         | U.S.             | U.S. R&B         | U.S. AC          | UK               |
| ---- | ----------------------------- | ---------------- | ---------------- | ---------------- | ---------------- |
| 1954 | "Mr. Sandman"                 | 1                |                  |                  | 11               |
| 1956 | "The Wedding"                 | 91               |                  |                  |                  |
| 1956 | "Eddie My Love"               | 14               |                  |                  |                  |
| 1956 | "Born To Be With You"         | 5                |                  |                  | 8                |
| 1956 | "Lay Down Your Arms"          | 16               |                  |                  |                  |
| 1956 | "Teen Age Goodnight"          | 45               |                  |                  |                  |
| 1957 | "Just Between You and Me"     | 8                |                  |                  |                  |
| 1957 | "Soft Sands"                  | 73               |                  |                  |                  |
| 1958 | "Lollipop"                    | 2                | 3                |                  | 6                |
| 1958 | "Zorro"                       | 17               |                  |                  |                  |
| 1959 | "No Other Arms No Other Lips" | 27               |                  |                  |                  |
| 1959 | "A Girl's Work Is Never Done" | 89               |                  |                  |                  |
| 1960 | "A Broken Vow"                | 102              |                  |                  |                  |
| 1961 | "Never On Sunday"             | 13               |                  | 4                |                  |
| 1961 | "Faraway Star"                | 90               |                  |                  |                  |

### Альбомы
- The Chordettes Sing Your Requests (1954)